# Watertoerisme
Watertoerisme is een vorm van sporttoerisme waarbij gebruik wordt gemaakt van het water, meestal om eroverheen te varen. De meeste vormen van watertoerisme vinden plaats op rivieren en meren (binnenwater). Andere vormen als de cruisevaart vinden plaatsen op zee. Sommige activiteiten als wildwatervaren kunnen alleen in speciale gebieden worden verricht waar zich dit soort water bevindt (zie ook moeilijkheidsgraad). 
In sommige landen met veel vaarwegen, zoals Nederland, wordt veel geïnvesteerd in voorzieningen voor watertoerisme (zoals campings aan het water). Er zijn in veel landen regels opgesteld voor het vervoer over het water, zoals snelheidsreglementen en de verplichting om een vaarbewijs te hebben voor sommige vormen van watertoerisme. De waterpolitie ziet toe op de naleving hiervan. Ook zijn, bijvoorbeeld om de natuur te sparen, sommige activiteiten (zoals raften) niet overal toegestaan.
Voorbeelden van objecten die kunnen worden gebruikt voor het watertoerisme zijn (deels overlappend):
- catamaran
- cruiseschip
- jacht
- jetski/waterscooter
- kano (zie ook kanovaren)
- kajak/baidarka
- opblaasboot/rubberboot
- raft (zie ook raften)
- rondvaartboot (zie ook rondvaart)
- speedboot
- vlot
- zeilschip (zie ook zeilen)